# 骨品制
骨品制（こっぴんせい）は、朝鮮半島の古代国家新羅で導入されていた身分制度である。

## 概要
この場合の「骨」は血統や家系を意味し、すなわち骨品とは出身氏族や血統の正当さを以って品位に代える、という考え方であり、制度はこれに基づいている。新羅の王都のみにおいて導入された氏族の序列をつけるための制度で、地方では適用されていなかった。
出身氏族により五段階に身分を区別し、特に王族の家系に属する者を最上位に置いて真骨（チンゴル）と呼び（中でも父母共に王族に属する者を特別に聖骨（ソンゴル）と呼んだ）、以下、六頭品、五頭品、四頭品、平民と下る序列を行った。
王都では骨品制により身分の制限を受けた。就任可能な官職や結婚の自由、利用可能な服職、乗り物、贅沢品、家屋までが骨品で規制された。高級官僚に挙がるに上位の骨品だけが許され、諸官庁の長官はほぼ真骨が占めた。新羅時代に事実上の貴族と呼べるのは、この真骨のみである。
元々独自の身分体系を整えそれを重視していた朝鮮半島の三国は、後に新羅が百済と高句麗を征服したことで、この制度により移された百済・高句麗の王族や貴族は低い骨品を与えて冷遇するとともに、将来に渡って変わらない身分上の絶対的格差を備えることで新羅一国による事実上の統一が図られることになった。

## 新羅の官位制度
『三国史記』新羅本紀によれば、建国の当初のころは「大輔」という官名が最高位のものとして確認されるが、第3代儒理尼師今の9年（32年）に、下表の17階級の官位（京位）が制定されたとする。枠外の官位としては、第23代法興王の18年（531年）に宰相に相当するものとして聖骨または真骨出身者から任命される「上大等（上臣）」が設けられた。また、三国統一に功績のあった金庾信（『三国史記』金庾信列伝によると、金庾信は中国黄帝の子・少昊の子孫である）を遇するものとして、第29代武烈王（金春秋、キム・チュンチュ）の7年（660年：この年百済を滅ぼす）には伊伐飡（角干）の更に上に「大角干（大舒発翰）」、さらに武烈王の息子の第30代文武王（金法敏）の8年（668年：この年高句麗を滅ぼす）には「太大角干（太大舒発翰）」という位が設けられた。
新羅王が新たに即位すると、直ちに最高官位の上大等（古くは大輔、舒弗邯）が任命され、その王代を通じて権力の頂点にたつという例が多い。これは貴族連合政治体制の現れであると見られている。強力な王権が確立した三国統一の後にも上大等が任命されるという慣習は続いているが、真徳女王の代になって651年には国家機密を掌握する執事部が設けられ、その長官の中侍が上大等に代わって政治体制の要となった。
京位は首都金城に居住する六部のための身分体系でもあり、これに対して地方に移り住んだものに対しては外位という別途の身分体系を併せ持っていた。しかし百済・高句麗を滅ぼした後、両国の遺民を取り込み唐に対抗していくため、京位・外位の二本立ての身分制度を再編することに努めた。673年には百済から帰属してきた者のうち、百済の2等官の達率の場合には、金城に移住した者に対しては京位10等の大奈麻に当て、地方に留まった者には外位4等の貴干を当てた。翌674年には外位を廃止して、京位に一本化した。

## 高句麗官位と新羅官位
さらに唐との戦闘を終えて684年に報徳国を滅ぼして半島内の混乱を収拾した後、686年には高句麗人に対しても官位（京位）を授けた。このときには高句麗の3等官の主簿に対して京位7等の一吉飡を当てた。
あわせて官制を参照。
このようにして、百済・高句麗両国の官位体系の序列を格下げした形で新羅の身分体系に組み入れることによって、それまで三国独自に展開されていた身分体系が新羅の政治秩序のもとに一本化され、統一国家としての内実を整えることに成功したと考えられている。

## 表
| 骨品   | 外位 | 等級 | 京位   | 読み（日本語/韓国語）         | 公服 | 別名と備考（※） |
| ------ | ---- | ---- | ------ | ----------------------------- | ---- | --- |
| 聖骨   |      | 1    | 伊伐飡 | いばつさん/イボルチャン       | 紫   | 伊罰干（イボルガン）、于伐飡（ウボルチャン）、角干（カッカン）、角飡（カッチャン）、舒発翰（ソバルハン）、舒弗邯（ソブルハン） |
| 聖骨   |      | 2    | 伊尺飡 | いしゃくさん/イチョッチャン   | 紫   | 伊飡（イチャン） |
| 真骨   |      | 3    | 迊飡   | そうさん/チャプチャン         | 紫   | 迊判（チャッパン）、蘇判（ソパン）                                                                                             |
| 真骨   |      | 4    | 波珍飡 | はちんさん/パジンチャン       | 紫   | 海干（ヘガン）、破弥干（パミガン）                                                                                             |
| 真骨   |      | 5    | 大阿飡 | だいあさん/テアチャン         | 紫   | ※大阿飡以上の官位は真骨だけが任じられ、他の宗族は任命されない。                                                                |
| 六頭品 |      | 6    | 阿飡   | あさん/アチャン               | 緋色 | 阿尺干（アチョッカン） ※重阿飡（チュンアチャン）から四重阿飡（サジュンアチャン）までの4階層が設けられた。                      |
| 六頭品 | 嶽干 | 7    | 一吉飡 | いつきつさん/イルギルチャン   | 緋色 | 乙吉干（ウルギルガン） |
| 六頭品 | 述干 | 8    | 沙飡   | ささん/サチャン               | 緋色 | 薩飡（チャルチャン）、沙咄干（サトゥルガン）                                                                                   |
| 六頭品 | 高干 | 9    | 級伐飡 | きゅうばつさん/クッポルチャン | 緋色 | 級飡（クプチャン）、及伏干（クッポッカン）                                                                                     |
| 五頭品 | 貴干 | 10   | 大奈麻 | だいなま/テナマ               | 青   | 大奈末（テナマル） ※重奈麻（チュンナマ）から九重奈麻（クジュンナマ）までの9階層が設けられた。                                  |
| 五頭品 | 選干 | 11   | 奈麻   | なま/ナマ                     | 青   | 奈末（ナマル） ※重奈麻（チュンナマ）から七重奈麻（チルチュンナマ）までの7階層が設けられた。                                    |
| 四頭品 | 上干 | 12   | 大舎   | だいしゃ/テサ                 | 黄色 | 韓舎（ハンサ） |
| 四頭品 | 干   | 13   | 舎知   | しゃち/サジ                   | 黄色 | 小舎（ソサ） |
| 四頭品 | 一伐 | 14   | 吉士   | きつし/キルサ                 | 黄色 | 稽知（ケジ）、吉次（キルチャ）                                                                                                 |
| 四頭品 | 一尺 | 15   | 大烏   | だいう/テオ                   | 黄色 | 大烏知（テオジ） |
| 四頭品 | 彼日 | 16   | 小烏   | しょうう/ソオ                 | 黄色 | 小烏知（ソオジ） |
| 四頭品 | 阿尺 | 17   | 造位   | ぞうい/チョウィ               | 黄色 | 先沮知（ソンジョジ） |

ハングル表記についてはko:신라의 관등を参照。